# Leskea polenburgii
Leskea polenburgii är en bladmossart som beskrevs av Lobarzewski 1847. Leskea polenburgii ingår i släktet Leskea och familjen Leskeaceae. Inga underarter finns listade i Catalogue of Life.